# Dunlop Tyres
Dunlop Tires je ameriški proizvajelec pnevmatik. Korenine ima v podjetju Dunlop Rubber, ki je bilo ustanovljeno leta 1889. Od leta 1985 so ustanovili današnje podjetje Dunlop Tires.